# José Muñoz

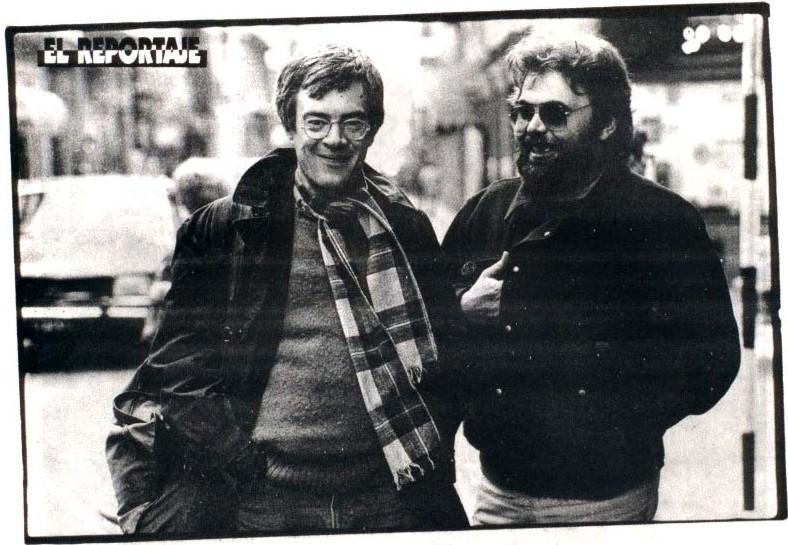
José Muñoz (links) met Carlos Sampayo

José Muñoz (Buenos Aires, 10 juli 1942), voluit José Antonio Muñoz, is een Argentijnse stripauteur. Bekendheid verwierf hij vooral met zijn graphicnovelreeks Alack Sinner, die hij samen met Carlos Sampayo in het leven riep.

## Biografie
Muñoz studeerde vanaf zijn twaalfde levensjaar aan de Escuela Panamericana de Arte, waar hij onder meer onderwezen werd door Hugo Pratt en Alberto Breccia. Tezelfdertijd werd hij ingewijd in de sculptuur- en schilderkunst in het atelier van Huberto Cerantonio, met wie hij ook rondtrok met een marionettentheater in de buitenwijken van Buenos Aires. Op zijn vijftiende begon hij als assistent van landgenoot en striptekenaar Francisco Solano López.
Door de toenmalige politieke en economische toestand in Argentinië verhuisde hij in 1972 naar Spanje en wat later naar Italië. Daar stond hij samen met de Argentijnse schrijver Carlos Sampayo aan de wieg van de detectivereeks Alack Sinner en diens spin-offs Joe's Bar en Sophie, alsook de biografie van Billie Holiday in stripvorm.
De tekenstijl van Muñoz wordt gekenmerkt door een scherpe lijn en het veelvuldig gebruik van clair-obscur, waarbij hij grijstinten uit de weg gaat om een groter kleurencontrast te bereiken. Zijn personages nemen vaak groteske vormen aan. Het werk van Muñoz heeft een grote invloed uitgeoefend op zijn leermeester Alberto Breccia, de Britse stripauteurs Dave McKean en Warren Pleece, en de Amerikaanse stripauteurs Frank Miller (de stijl van Sin City is deels gebaseerd op die van Muñoz) en Keith Giffen.

## Nederlandstalige uitgaven
Tot op heden verschenen de volgende albums in het Nederlands:
- Alack Sinner 1: De zaak Webster (uitgeverij Sherpa)
- Alack Sinner 2: Viet blues (uitgeverij Sherpa)
- Alack Sinner 3: Twinkle, twinkle (uitgeverij Sherpa)
- Alack Sinner 4: Dark city (uitgeverij Sherpa)
- Verhalen uit Joe's bar 1: Mister Conrad & Mister Wilcox (uitgeverij Sherpa)
- Lichtspel (uitgeverij Zet.El)

## Prijzen
- 1978 Prijs voor het beste buitenlandse album - Internationaal stripfestival van Angoulême (Frankrijk)
- 1983 Yellow Kid Prijs - Lucca (Italië)
- 1983 Prijs voor het beste album - Internationaal stripfestival van Angoulême (Frankrijk)
- 1994 Harvey Award voor het beste buitenlandse album - San Diego (Verenigde Staten)[2]
- 2002 Max-und-Moritzprijs voor een uitmuntend levenswerk - Erlangen (Duitsland)
- 2007 Grand Prix de la ville d'Angoulême - Internationaal stripfestival van Angoulême (Frankrijk)

- Bibsys: 12057790
- Biblioteca Nacional de España: XX885486
- Bibliothèque nationale de France: cb119172338 (data)
- Catàleg d'autoritats de noms i títols de Catalunya: 981058521575806706
- CiNii: DA14866874
- Gemeinsame Normdatei: 123879930
- International Standard Name Identifier: 0000 0001 0805 0502
- Library of Congress Control Number: n90620906
- Nationale Bibliotheek van Tsjechië: osa2013782071
- Nationale en Universitaire bibliotheek Zagreb: 000554361
- Nederlandse Thesaurus van Auteursnamen: 074380710
- Réseau des bibliothèques de Suisse occidentale: 02-A013822227
- RKD-Nederlands Instituut voor Kunstgeschiedenis: 353672
- Istituto Centrale per il Catalogo Unico: CFIV110726
- Système universitaire de documentation: 02704274X
- Union List of Artist Names: 500642161
- Virtual International Authority File: 121621057
- WorldCat: E39PBJppvRmwt6Wy9rmD4mfyVC